# Suco
Suco is een bestuurslaag in het regentschap Jember van de provincie Oost-Java, Indonesië. Suco telt 11.313 inwoners (volkstelling 2010).